# Рандо, Хорхе
Хорхе Рандо (исп. Jorge Rando; род. 3 июля 1941, Малага) — испанский художник и скульптор, связан с движением неоэкспрессионизма. Рождённый в Малаге, художник Хорхе Рандо глубоко связан с Германией — со страной, в которую он отправился в 20 лет после получения философского образования. Немецкая центроевропейская культура стала значимой для его формирования в течение его самых важных стадий художественной и жизненной эволюции.

## Краткая биография
В молодости жил в Кёльне, позже со своей женой Маргит он возвращается в Малагу в 1984 году, где он осваивается и начинает свой цикл в Испании. Хорхе Рандо считается одним из самых признанных на международном уровне испанских художников 60-х годов прошлого века. Выставлял свои работы в галереях и выставках современного искусства, а также в фондах национальных и международных музеев. Его книги находятся в университетах и библиотеках Испании, Европы, США и других странах.
Трансляция Страстной Недели в Малаге сделана впервые в Интернете и финансирована мэрией Малаги, была иллюстрирована Хорхе Рандо. Пользователи сети скачали более 90000 рисунков художника.
В 2006 году он получил приз от Антикварного Фонда за его вклад в экспрессионизм в Испании. В том же году он получил награду в области современного искусства от Tertulia Ilustrada, Мадрид.
В 2007 году в Мадриде получил награду за искусство. Фонд Альваро Мутис вручает награду за искусство 2007. Золотая Книга Пластики. ЮНЕСКО (Париж). Национальная библиотека Испании (Мадрид) приобретает рисунки художника для своей коллекции.
Малага посвятила в 2008 году две больших выставки. Одна из них относится его к религиозной деятельности (картин, рисунков и скульптур), которая была расположена в престижных залах епископского дворца. А в другую выставку были включены произведения последних тридцати лет (живописи, графики и скульптуры) в муниципальном музее. В этом году Ассоциация малажских писателей предоставит ему награду «Художник года».
В 2009 году произошло открытие первого музея под открытым небом в Малаге, в Соборском Саду Назари, с семью крупными скульптурами, сделанными из железа и дерева, некоторые более двух тонн, и одной скульптурной группой, состоящей из восьми частей. Также художник сделал 25 эскизов витража собора Малаги по заказу Д. Франциско Гарсия Мота.
В 2010 году артист произвёл скульптуру, которую SIGNIS вручил фильму Circuit. Он также участвовал в испанском кинофестивале в 2011 и продолжал своё участие в ней долгие годы. Также открылся в Ректорских Залах Университета Малаги «La mirada ascética en la pintura», персональная выставка о проституции, которая затем отправилась в Нью-Йорк, где была выставлена в Музей-Фонд Габарро́н, после этого вернувшаяся в Мадрид, чтобы затем начать путешествие в различные немецкие города.
В 2011 году Club de Medios вручает художнику премию искусств Персефонэ как художнику года. В этом году он сделал передвижную выставку в Изерлоне, Виттене, Гамбурге, Ганновере, Кёльне и Берлине.
Хорхе Рандо, первый католический художник, который экспонирует в «Evangelische Kirche in Deutschland» (EKD), представляет картину великого формата, которая будет предсидать капеллу в штаб-квартире EKD Ханса Ульриха-Анке, президент «des Kirchenamtes». Произведение принадлежит к циклу «Страсти в живописи Рандо».
Открытие музея в Сан-Рамон Нонато (Малага), посвящённый текущей реальности маргинального и жестокого обращения.
В 2012 году художник продолжил свою серию выставок, запланированных на этот год в Испании, Германии и США. Учитель продолжает работать над скульптурами, которые завершат «Сад осведомлённости». Рождается проект «Хорхе Рандо и Сеть Carpet Experience», который сосредоточен на интеграцию в искусство уличной молодежи и отверженцев общества. Мастер также провёл несколько семинаров о живописи в Испании и Германии.
В 2013 году к публичному оглашению Страстной Недели в Малаге (один из самых важных событий в городе), мастер устанавливает экспозицию, которая будет занимать весь Театр Сервантес в столице. Позже, эта мощная установка была составлена из 33 экспонатов. Музей под открытым небом, Сан-Рамон Нонато, был увеличен в Малаге. Художник проводит разные выставки, запланированные в Малаге и Германии. Начинает работу, которая состояла из 3 стенных росписей, по размеру, примерно 30 м2 каждая, на тему «Light».
В 2014 году в Малаге, в монастыре Матери Милосердия, в районе Molinillo, открыл свои двери Музей Хорхе Рандо с работами художника, а также штаб-квартирой Фонда с одноимённым названием, занимающегося исследованиями экспрессионизма во всех аспектах.
В 2015 году этот новый цикл экспонирует свои вертикальные ландшафты и очень большую выставку миниатюр, относящихся к циклу «Пейзажи» в пространстве музея Хорхе Рандо в Малаге. В этом году была предоставлена мастеру Хорхе Рандо в городе Малага премия искусств, Звезда Фенике́. Работает совместно с 25 художниками Берлинского университета искусств, которые передвигаются в Малагу, с Генеральным директором УДК, профессором Lucander, чтобы работать в мастерской с мастером пионерского глобального проекта, результаты которого временно выставляются в залах музея Хорхе Рандо. Получает от ассоциации писателей «Друзья Малаги» премию Музей Года 2015.
Художество Хорхе Рандо характеризуется невыносимым искажением формы, цвета и эмоций и присутствием жеста и линии. Различные циклы в его картинах очень обширные. В конце шестидесятых и начале семидесятых выделяются некоторые циклы, как проституция, материнство, скорбь, животные, пейзажи, Африка и т. д.
Ещё один важный аспект его работ — это религиозное производство, которое также включает в себя конфигурацию основных тем западного искусства.
Хорхе Рандо в настоящее время живёт и работает в Малаге и Гамбурге.

## Краткая библиография
• Begegnung Käthe Kollwitz Jorge Rando. Печать Fundación Jorge Rando. Málaga 2014. Текст Carmen Pallarés.
• Pensamientos y Reflexiones. Jorge Rando. Печать Fundación Jorge Rando. Málaga 2014. Текст Jorge Rando.
• La mirada ascética en la pintura. Печать Universidad de Málaga. Málaga 2010. Текст Enrique Castaños, Antonia María Castro, Carmen Pallarés, Rosa Martínez de Lahidalga, Julia Sáez-Angulo и Juan Maldonado.
• Cuadernos de Hamburgo. Dibujos y acuarelas. Печать Víctor i Fills Art Gallery S.L. Madrid 2010. Текст Carmen Pallarés.
• La fuerza de la expresión. Печать Ayuntamiento de Málaga. Málaga 2008. Текст Enrique Castaños, Carmen Pallarés и Julia Sáez-Angulo.
• La Pasión en la pintura de Rando. Печать Fundación Unicaja Málaga 2008. Текст Enrique Castaños, Carmen Pallarés, Juan Antonio Paredes и María Angeles Calahorra.
• Maternidades. Печать Fundación Unicaja. Málaga 2007. Текст Enrique Castaños.
• Pintarradas. Ediciones Trea. Gijón 2007. Текст Marcos Ricardo Barnatán.
• Rando ¡Más luz! Ediciones Trea. Gijón 2007. Текст Carmen Pallarés. Colaboraciones de Julia Sáez-Angulo и Evelyn Sion.
• Paisajes de pintura. Editorial Síntesis. Madrid 2006. Текст Carmen Pallarés и Rosa Martínez de Lahidalga.
• La teología de la Expresión. Печать Fundación Cajasur. Córdoba 2005. Текст Rafael Salas.
• Color con alma. Печать GF Fauna`s. Madrid 2004. Текст Carmen Pallarés.
• Las Golondrinas y el mar. Sagama Ediciones. Málaga 1999. Поэмы Rafael Salas. Иллюстрации Jorge Rando.

## Последние выставки
• 2004 Галерея Игнасио де Лассалета, Барселона. Фонд Карлос де Амберес, Мадрид. Ярмарка современного искусства, Париш. Ярмарка современного искусства, Кёльн. Экспозиция, Лиссобон.
• 2005 Ярмарка, Нью-Йорк. Галерея Фауна´с, Мадрид. Зал современного искусства, Страсбург , Фонд КахаСур, Кордова.
• 2006 Ярмарка современного искусства, Майами. Ярмарка современного искусства, Мадрид. Галереа Атта , Мадрид. Выставка, Буэнос-Айрес.
• 2007 Фонд Антикуариа, Мадрид. Ярмарка современного искусства Мадрид, Галерея Фауна´с, Мадрид. Фонд Уникаха, Малага.
• 2008 Муниципальный музей, Малага. Епископской Дворец, Малага. 25 Эскизы витража собора Малаги, Малага.
• 2009 Галерея Víctor i Fills, Мадрид. Музей Кальвия, Майорка. Торжественное открытия Сада Назари около собора, Малага. Выставка в «Sala Noble», Малага.
• 2010 Музей-Фонд Габбарон, Нью Йорк, Ректорский Зал Университета Малаги. Галерея Магнус П. Гердсен, Гамбург. Ярмарка современного искусства Мадрид.
• 2011 Галерея Víctor i Fills, Мадрид. Передвижная выставка в Изерлон, Виттен, Гамбург, Ганновер, Кельн и Берлин.
• 2012 Галерея Víctor i Fills, Мадрид. Выставка в Полигоно Галереа, Марбелья. Выставка в Schloss Merode, Германия. Галерея Магнус П. Гердсен, Гамбург.
• 2013 Расширения музея под открытом небом Сан-Рамон Нонато, Малага. Установка скульптуры в театре Сервантес, Малага.
• 2014 Открытие Музея Хорхе Рандо с 120ими работами, Малага.
• 2015 Выставка Вертикальные Горизонты, Малага. Выставка Свет Цветов, Малага.